# Gevhermüluk Sultan
Gevhermüluk Sultan (cca 1467 – 20. ledna 1550) byla osmanská princezna a dcera sultána Bayezida II.

## Život
Není známo, kdo byl matkou Gevhermüluk. Jejím bratrem byl Şehzade Mahmud.
Byla provdána za Dukakinzade Mehmeda Pašu, syna velkovezíra Dukakinzade Ahmeda Paši, guvernéra Smedereva, Kyustendilu, Karamanu a nakonec i Aleppa. Zemřel v roce 1557. Jejich společným synem byl Sultanzade Dukakinzade Mehmed Ahmed Bey a dcera Neslişah Hanımsultan. Ta byla provdána za Iskendera Pašu a později za svého bratrance Dukakinzade Ibrahima Pašu. Mehmed Ahmed se oženil s Hanzade Ayşe Mihrihan Hanımsultan, dcerou jeho tety Ayşe Sultan.
Gevhermüluk zemřela 20. ledna 1550 ve věku 83 let a stala se tak jednou z nejdéle žijících sultánek.